# Plancktryck
Plancktryck, betecknat {\displaystyle p_{\text{P}}}, är en tryckenhet och en av de härledda Planckenheterna, ett måttenhetssystem som bygger på naturliga enheter. Plancktryck definieras som:
{\displaystyle p_{\text{P}}={\frac {F_{\text{P}}}{l_{\text{P}}^{2}}}={\frac {\hbar }{l_{\text{P}}^{3}t_{\text{P}}}}={\frac {c^{7}}{\hbar G^{2}}}}
där {\displaystyle G} är gravitationskonstanten, {\displaystyle \hbar } Diracs konstant och {\displaystyle c} ljusets hastighet i vakuum.
Dess värde är ungefär 4,63309 × 10113 Pa.